# Bajamar (San Cristóbal de La Laguna)
Bajamar es un localidad costera del noreste de la isla de Tenerife —Canarias, España—, perteneciente al municipio de San Cristóbal de La Laguna. Administrativamente se incluye en la Zona 5 del municipio.
Se trata de un pequeño núcleo turístico y vacacional que destaca por sus piscinas naturales de agua de mar.
Junto con las localidades de Valle de Guerra, Tejina y Punta del Hidalgo constituye una pequeña comarca dentro del municipio. Antiguamente era considerado un barrio de Tejina.

## Características
Se encuentra al pie de las estribaciones más occidentales del macizo de Anaga, a catorce kilómetros del casco urbano de La Laguna. Posee una altitud media de 48 m s. n. m., alcanzando su cota máxima en el Pico Isogue, con 601 m s. n. m.
Bajamar ocupa una superficie de 2,08 km² que engloba el núcleo urbano y una pequeña área rural y natural, incluida parcialmente en el espacio protegido del parque rural de Anaga. Linda con Punta del Hidalgo, en la zona de El Paso del Guanche, con Tegueste en las cumbres, y con Tejina en la zona de El Riego.
Cuenta con el Centro Ciudadano de Bajamar, el Centro Infantil El Tamboril, una iglesia dedicada al Gran Poder de Dios, la ermita de San Juan, una gasolinera, un polideportivo, varios parques infantiles, una plaza pública, varias entidades bancarias, una oficina de Correos, una farmacia, un puesto de la Cruz Roja, así como con bares, restaurantes y otros pequeños comercios. Además posee la Escuela de Baloncesto CBV Costa Lagunera, el Club Náutico de Bajamar y el complejo de apartamentos Osa Mayor y los Tejaditos.
En los últimos años ha pasado de ser un núcleo turístico con numerosos hoteles a una zona de turismo local y zona residencial sin hoteles, salvo varios apartamentos.
La localidad cuenta con varias piscinas naturales y con la playa de Bajamar o de San Juan, además de con el charco natural del Mariane y el Charco Redondo.

## Demografía
| Año        | 2000  | 2005  | 2010  | 2015  | 2020  |
| ---------- | ----- | ----- | ----- | ----- | ----- |
| Habitantes | 1.412 | 1.826 | 2.147 | 2.141 | 2.487 |

## Fiestas
Bajamar celebra las fiestas del 7 de agosto al 25 de agosto Gran Poder de Dios. Dentro del marco de las fiestas patronales, en el mes de agosto, se celebra el Festival Internacional Folklórico de Bajamar, organizado por la Agrupación Folclórica Isogue. El 18 de agosto de 2000, coincidiendo con la VI edición, el Festival Folclórico Bajamar adquirió el rango de internacional. También se realiza el Campeonato de Baloncesto 3X3 de Bajamar, el más antiguo de Canarias (desde 1993), donde han pasado jugadores de la talla de Sergio Rodríguez, organizado por el CBV Costa Lagunera. También desde hace algunos años se celebra la fiesta de «Las Viejas Glorias del Paso», el último domingo de agosto, donde se concentra los viejos surfistas de la comarca con las nuevas generaciones.

## Comunicaciones
Se llega a la localidad a través de la Carretera Bajamar-Punta del Hidalgo TF-13.

### Transporte público
En autobús —guagua— queda conectada mediante las siguientes líneas de TITSA: 
| Línea | Trayecto                                                              | Recorrido     |
| ----- | --------------------------------------------------------------------- | ------------- |
| 050   | La Laguna - Tegueste - Bajamar - Punta del Hidalgo                    | Horario/Línea |
| 105   | Santa Cruz - Punta del Hidalgo (por La Laguna)                        | Horario/Línea |
| 224   | La Laguna - Valle Guerra - Tejina por El Boquerón - Punta del Hidalgo | Horario/Línea |

### Caminos
Hasta Bajamar conducen un camino apto para la práctica del excursionismo, que se encuentran homologado en la Red de Senderos de Tenerife:
- Sendero PR TF-12 Cruz del Carmen - Bajamar

## Lugares de interés
- Piscina natural de Bajamar
- Playa de San Juan o de Bajamar
- Playa de El Arenal
- Playa de El Lobo
- Charco de Laja o de los Pobres
- Charco de El Mariane

## Galería

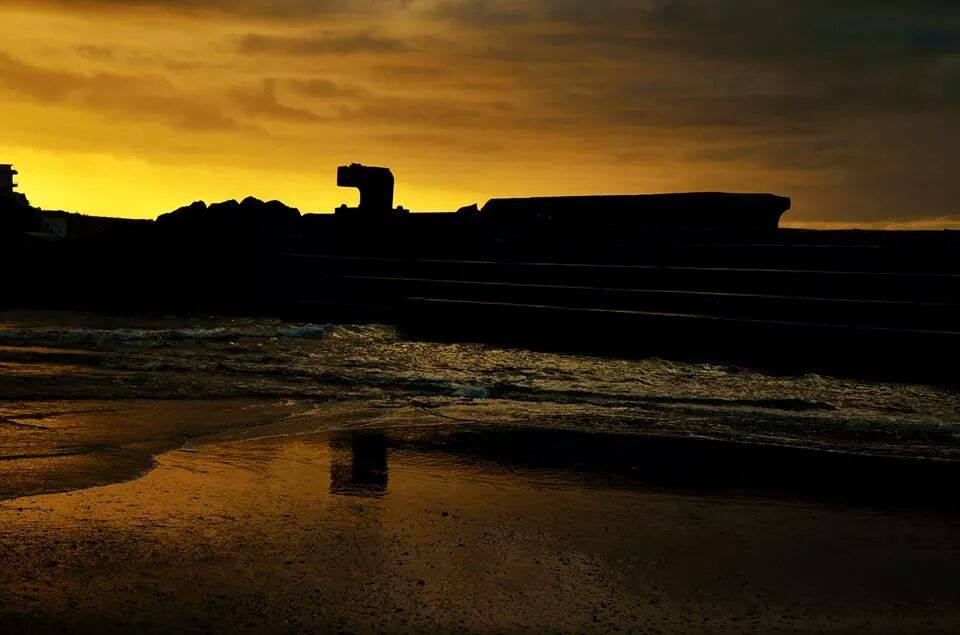
Dique de bajamar.
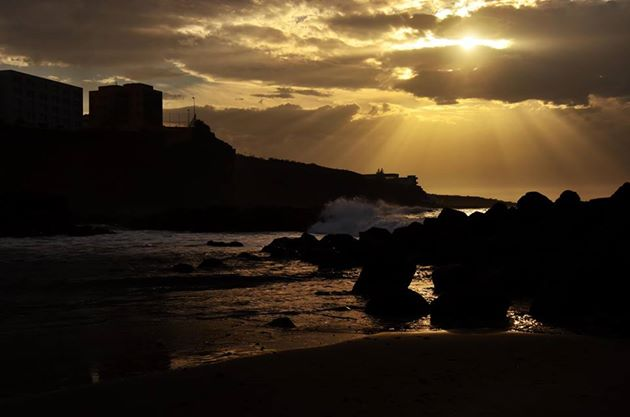
Atardecer en bajamar.
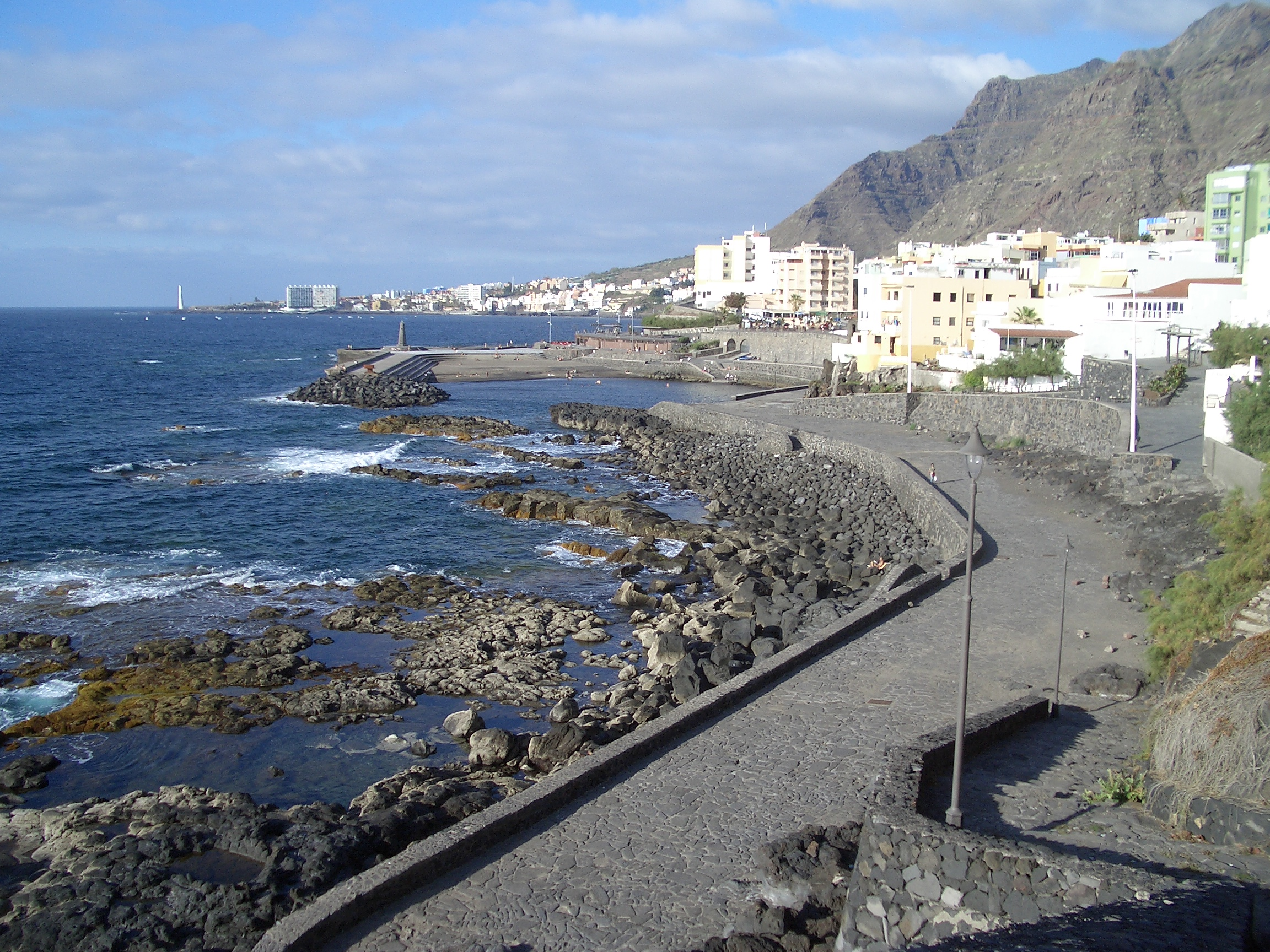
En primer término Bajamar con la playa de San Juan. Al fondo la localidad vecina de Punta del Hidalgo.
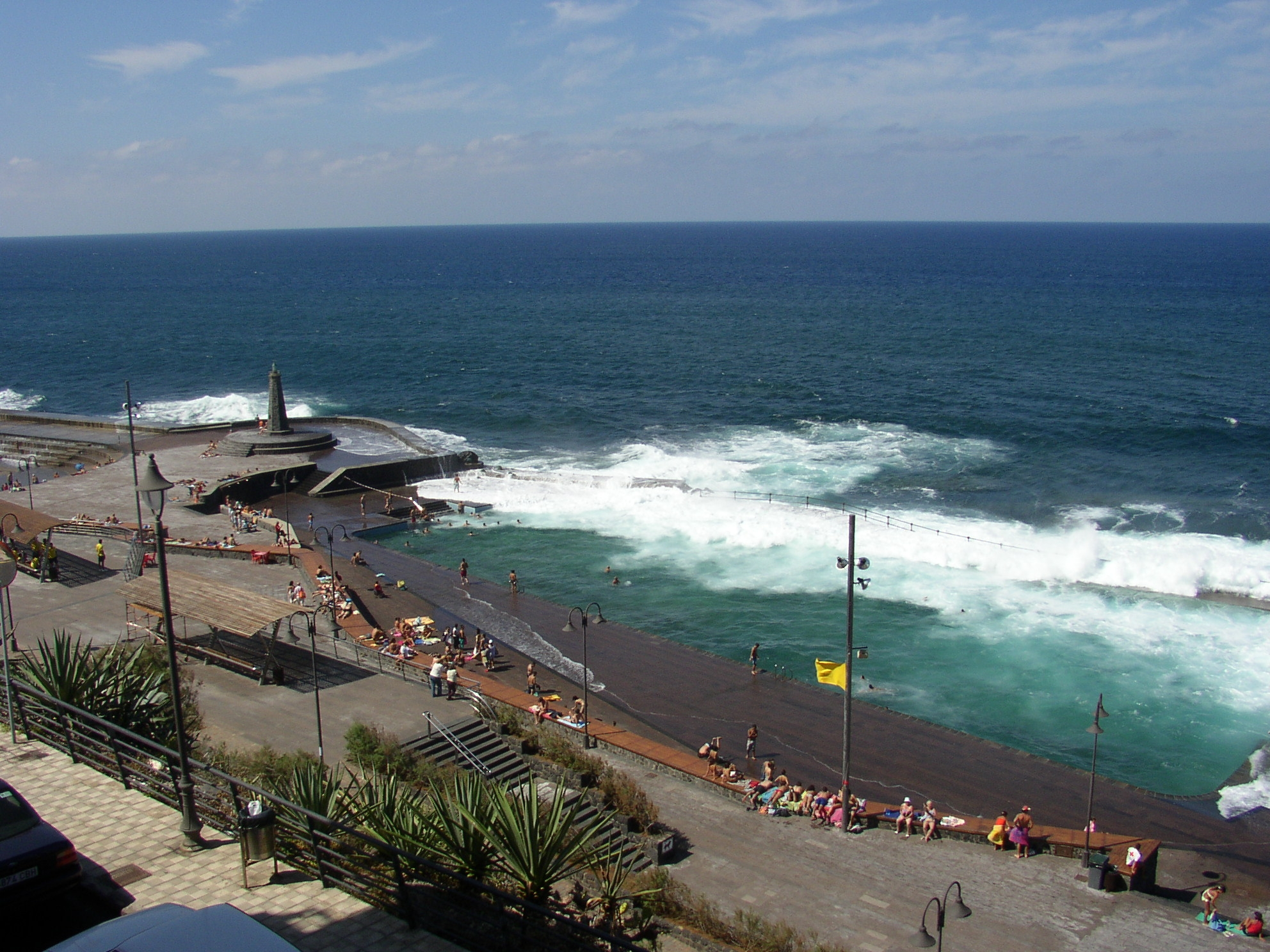
Piscinas naturales de Bajamar.
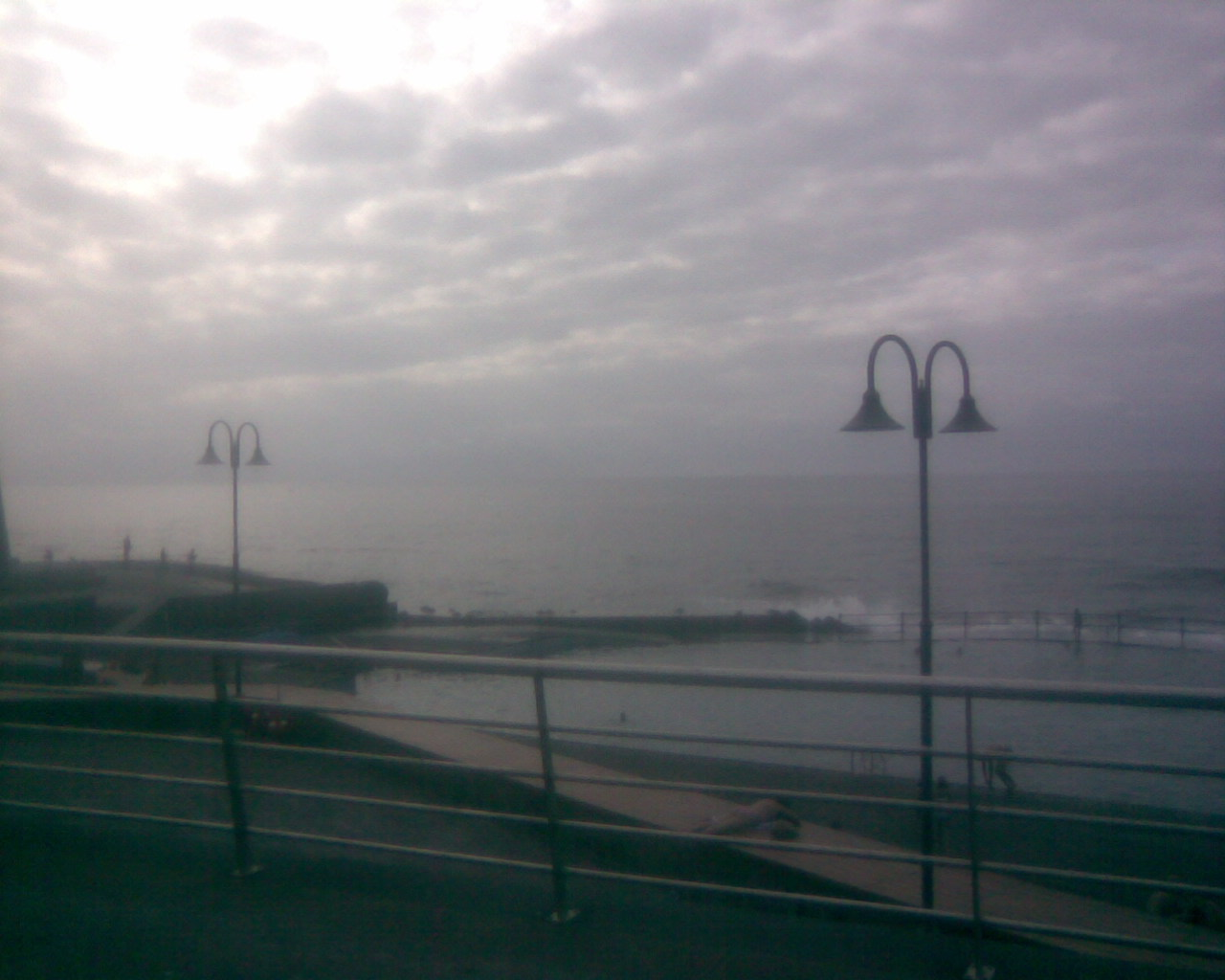
Otra vista de las piscinas.